# ヴァッレ・ディ・マッダローニ
ヴァッレ・ディ・マッダローニ（伊: Valle di Maddaloni）は、イタリア共和国カンパニア州カゼルタ県にある、人口約2,600人の基礎自治体（コムーネ）。

## 地理

### 位置・広がり

#### 隣接コムーネ
隣接するコムーネは以下の通り。括弧内のBNはベネヴェント県所属を示す。
- カゼルタ
- チェルヴィーノ
- ドゥラッツァーノ (BN)
- マッダローニ
- サンターガタ・デ・ゴーティ (BN)

### 気候分類・地震分類
ヴァッレ・ディ・マッダローニにおけるイタリアの気候分類 (it) および度日は、zona C, 1399 GGである。
また、イタリアの地震リスク階級 (it) では、zona 2 (sismicità media) に分類される。